# Gilles Jalabert
Gilles Jalabert (ur. 27 września 1958 w Lyonie) – francuski zapaśnik w stylu klasycznym. Dwukrotny olimpijczyk. Odpadł w eliminacjach w Los Angeles 1984, siódmy w Seulu 1988. Startował w kategorii 62–68 kg. Dziewiąty na mistrzostwach świata w 1987. Czwarty w mistrzostwach Europy w 1982. Zdobył brązowy medal na igrzyskach śródziemnomorskich w 1983. Piąty i siódmy w Pucharze Świata w 1982 roku.